# 釣魚牌

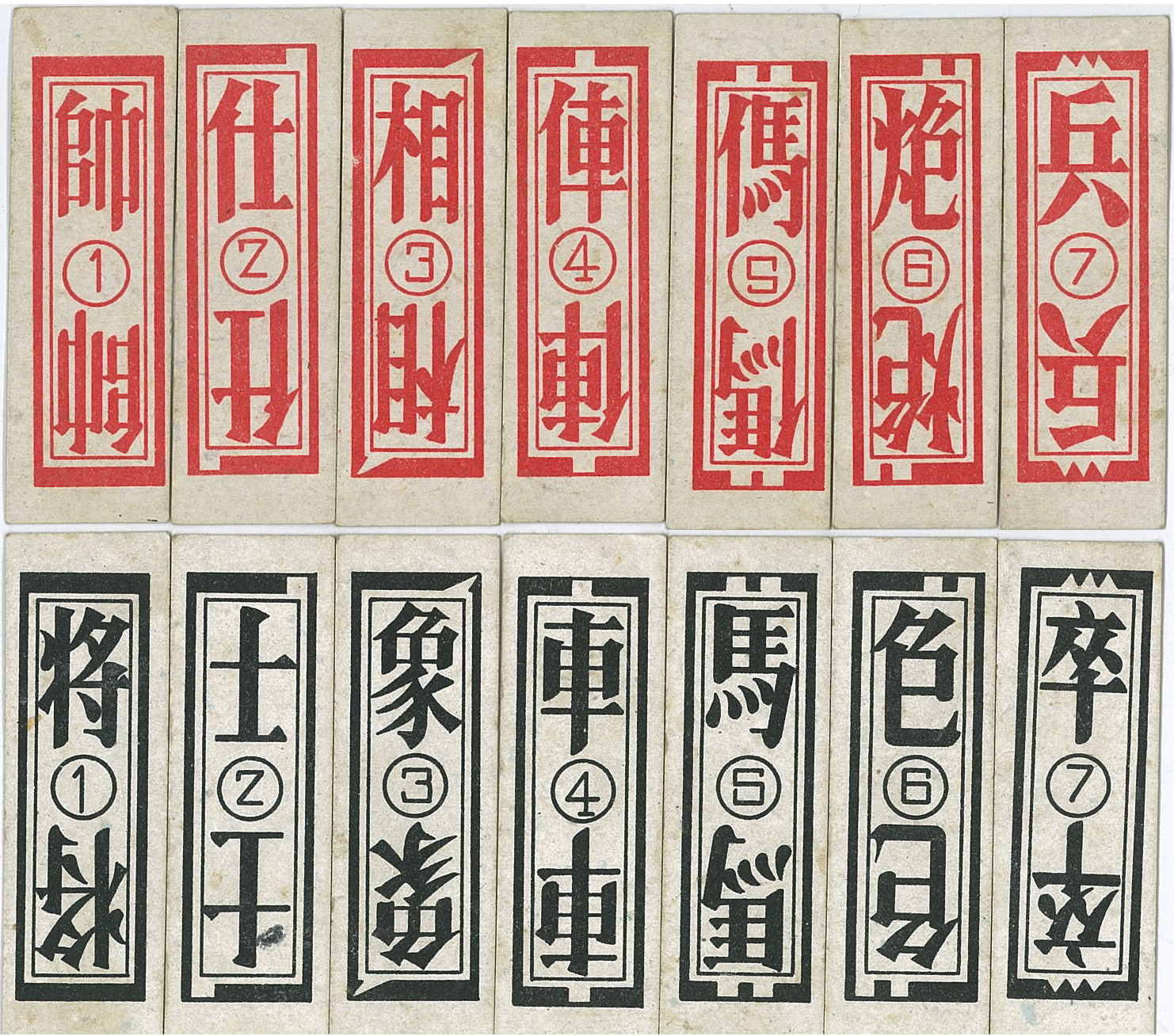
福建釣魚牌

釣魚牌，是流傳於福建、廣東、台灣的傳統牌類，與四色牌同樣印有中國象棋七種兵種。在福建稱為釣魚牌；在台灣稱為白魚牌、紅牌仔；馬祖稱為紅牌。
玩法有釣白魚，或稱白魚賭、釣魚、釣風扛，還可玩十一字仔、十五枝番。現在依然有廠商生產，商品名稱為福建釣魚牌、广东客家牌。

## 牌具
牌具形狀類同葉子戲，以牌的底色作雙門花色，有紅、白兩色，各印有中國象棋的將（帥）、士（仕）、象（相）、車（俥）、馬（傌）、包（炮）、卒（兵），其中將到卒各標有一到七數字，共十四種，每種四張，共五十六張。上下兩端則會有像水滸牌的類似標記。